# Rokiciny (gmina)
Rokiciny (do 1953 gmina Łaznów) – gmina wiejska w województwie łódzkim, w powiecie tomaszowskim. W latach 1975–1998 gmina położona była w województwie piotrkowskim.
Oficjalna siedziba gminy to Rokiciny, choć urząd gminy znajduje się we wsi Rokiciny-Kolonia.
Według danych z 30 czerwca 2004 gminę zamieszkiwało 5913 osób. Natomiast według danych z 31 grudnia 2017 roku gminę zamieszkiwały 6173 osoby.

## Struktura powierzchni
Według danych z roku 2002 gmina Rokiciny ma obszar 90,51 km², w tym:
- użytki rolne: 80%
- użytki leśne: 14%

Gmina stanowi 8,82% powierzchni powiatu.

## Rezerwaty przyrody
Na terenie gminy znajduje się rezerwat przyrody Łaznów chroniący zróżnicowane zbiorowiska leśne z dominacją jodły na granicy zasięgu.

## Demografia

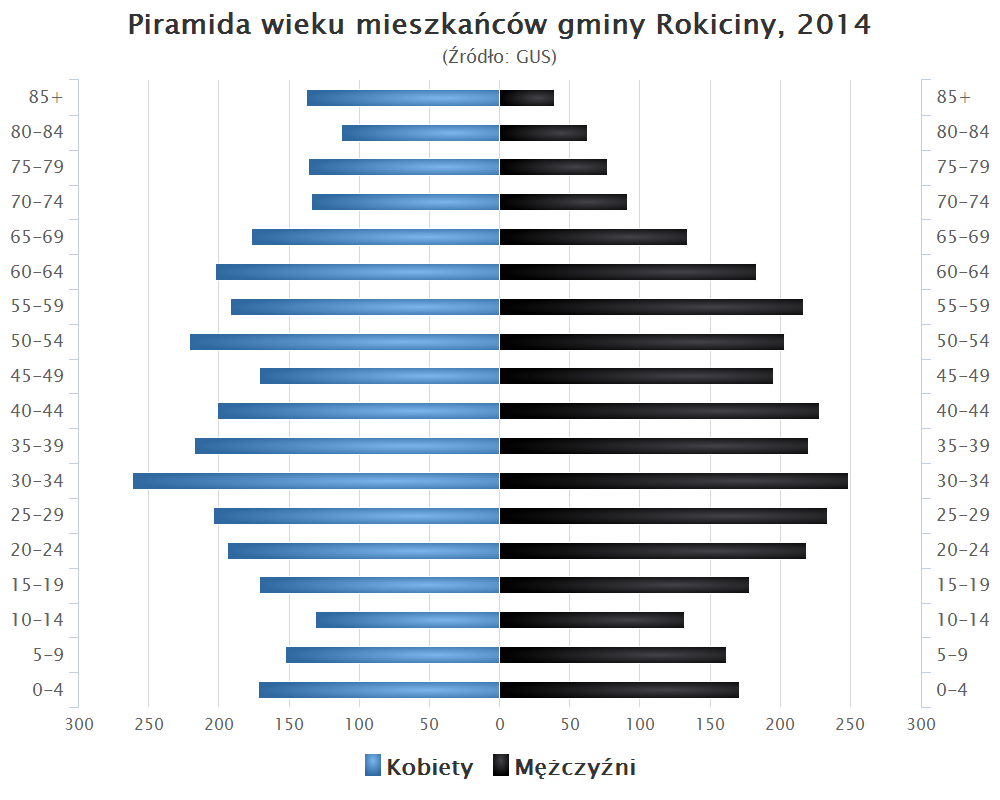
Piramida wieku mieszkańców gminy Rokiciny w 2014 roku

Dane z 31 grudnia 2017 roku.
| Opis                              | Ogółem | Ogółem | Kobiety | Kobiety | Mężczyźni | Mężczyźni |
| --------------------------------- | ------ | ------ | ------- | ------- | --------- | --------- |
| jednostka                         | osób   | %      | osób    | %       | osób      | %         |
| populacja                         | 6173   | 100    | 3170    | 51,4    | 3003      | 48,6      |
| gęstość zaludnienia (mieszk./km²) | 68     | 68     | 35      | 35      | 33        | 33        |

## Miejscowości

### Sołectwa
Albertów, Cisów, Eminów, Janków, Jankówek, Łaznowska Wola (sołectwa: Łaznowska Wola I i Łaznowska Wola II), Łaznów, Kolonia Łaznów, Łaznówek, Maksymilianów, Michałów, Mikołajów, Nowe Chrusty, Pogorzałe Ługi, Popielawy, Rokiciny, Rokiciny-Kolonia, Stare Chrusty, Stefanów, Wilkucice Duże, Wilkucice Małe.

### Pozostałe miejscowości
Janinów, Reginów.

## Sąsiednie gminy
Będków, Brójce, Koluszki, Ujazd